# Trần Húc (chính khách)
Trần Húc (tiếng Trung giản thể: 陈旭, bính âm Hán ngữ: Chén Xù, sinh ngày 1 tháng 7 năm 1963, người Hán) là nữ học giả điện tử học, chính trị gia nước Cộng hòa Nhân dân Trung Hoa. Bà là Ủy viên Ủy ban Trung ương Đảng Cộng sản Trung Quốc khóa XX, Ủy viên dự khuyết khóa XIX, hiện là Bí thư Đảng tổ, Chủ nhiệm Ủy ban Kiều vụ Quốc vụ viện. Bà nguyên là Phó Bộ trưởng Bộ Công tác Mặt trận thống nhất Trung ương Đảng Cộng sản Trung Quốc; Bí thư Đảng ủy Đại học Thanh Hoa; Phó Bí thư thường vụ, Phó Hiệu trưởng Thanh Hoa.
Trần Húc là đảng viên Đảng Cộng sản Trung Quốc, học vị Kỹ sư Vô tuyến điện, Tiến sĩ Điện tử học, học hàm Giáo sư ngành Điện tử học. Bà có sự nghiệp giáo dục và nghiên cứu khoa học chủ đạo ở ngành điện tự, chân không, xuất phát điểm từ khi học cho đến khi trở thành lãnh đạo Đại học Thanh Hoa trước khi bước vào chính trường Trung Quốc.

## Xuất thân và giáo dục
Trần Húc sinh ngày 1 tháng 7 năm 1963 tại huyện Bảo Định, nay là địa cấp thị Bảo Định, tỉnh Hà Bắc, Cộng hòa Nhân dân Trung Hoa. Bà lớn lên và tốt nghiệp phổ thông ở Bảo Định, trúng tuyển Đại học Thanh Hoa rồi tới thủ đô Bắc Kinh để nhập học Khoa Điện tử học vô tuyến điện (无线电电子学系, nay là Khoa Công trình điện tử) từ tháng 9 năm 1981, tốt nghiệp Kỹ sư Vô tuyến điện vào tháng 7 năm 1986, được kết nạp Đảng Cộng sản Trung Quốc trong quá trình học vào tháng 1 năm 1984. Sau đó, bà được miễn thi và được tiến cử học cao học thuộc diện giữ lại trường để giảng dạy, bắt đầu học từ tháng 9 năm 1986 ở Khoa Điện tử học vô tuyến điện, nhận bằng thạc sĩ vào tháng 7 năm 1989. Vào tháng 9 năm 2002, bà bắt đầu là nghiên cứu sinh của Khoa Công trình điện tử – đơn vị cũ được đổi tên của Đại học Thanh Hoa – và trở thành Tiến sĩ Điện tử học vào tháng 7 năm 2005.

## Sự nghiệp

### Giáo dục
Tháng 7 năm 1986, sau khi tốt nghiệp Đại học Thanh Hoa, Trần Húc được trường giữ lại, vừa là giảng viên tập sự, vừa tham gia học cao học. Trong những năm giảng dạy ở Thanh Hoa, bà lần lượt là giảng viên, được phong học hàm phó giáo sư rồi giáo sư, chủ yếu công tác ở Khoa Điện tử học vô tuyến điện rồi Khoa Công trình điện tử từ năm 1989, và liên tiếp là tổ phó, tổ trưởng, phó bí thư và Bí thư Đảng Đảng ủy Tổ Công tác sau đại học của khoa. Bên cạnh đó, bà cũng từng được cử sang Canada, làm học giả thỉnh giảng của Khoa Vật lý, Đại học Laval từ tháng 8 năm 1996 đến tháng 8 năm 1997. Tháng 5 năm 2005, bà được bổ nhiệm làm Phó Chủ nhiệm Ủy ban Chỉ đạo Công tác sinh viên của Đại học Thanh Hoa, được bầu làm Phó Bí thư Đảng ủy Đại học Thanh Hoa từ tháng 2 năm 2006. Đến tháng 12 năm 2007, Trần Húc là Thường vụ Đảng ủy trường, được bổ nhiệm làm Phó Hiệu trưởng Đại học Thanh Hoa, rồi Phó Bí thư thường vụ kiêm Phó Hiệu trưởng từ tháng 6 năm 2009, chuyên chức công tác đảng từ tháng 12 năm này. Những năm giảng dạy và nghiên cứu khoa học, bà tập trung vào lĩnh vực công nghệ chân không siêu cao, phân tích khối phổ và công nghệ phát hiện rò rỉ, từng là Tổng Thư ký Hiệp hội Chân không Trung Quốc; Phó Chủ tịch Hiệp hội Thể thao và Sức khỏe đại học Trung Quốc; cũng như từng là Phó Chủ nhiệm Ủy ban chuyên môn nghiên cứu xây dựng Đảng trường đại học của Hội nghiên cứu Xây dựng Đảng toàn quốc Trung Quốc.

### Chính trường
Tháng 12 năm 2013, Trần Húc được bầu làm Bí thư Đảng ủy Đại học Thanh Hoa, cấp phó bộ, tỉnh, tham gia chính trường với nhiệm vụ lãnh đạo công tác đảng của Thanh Hoa, kế nhiệm Hồ Hòa Bình, chính trị gia được chuyển chức làm Bộ trưởng Bộ Tổ chức Tỉnh ủy Chiết Giang. Tháng 10 năm 2017, bà tham gia đại hội đại biểu toàn quốc, được bầu làm Ủy viên dự khuyết Ủy ban Trung ương Đảng Cộng sản Trung Quốc khóa XIX tại Đại hội Đảng Cộng sản Trung Quốc lần thứ 19. Ngày 28 tháng 2 năm 2022, bà được miễn nhiệm chức vụ ở Thanh Hoa, được điều tới trung ương, bổ nhiệm làm Phó Bộ trưởng Bộ Công tác Mặt trận Thống nhất Trung ương Đảng. Đến ngày 24 tháng 6 năm 2022, Quốc vụ viện quyết định bổ nhiệm Trần Húc làm Chủ nhiệm Văn phòng Kiều vụ Quốc vụ viện, cấp bộ trưởng, kế nhiệm Phan Nhạc. Cuối năm 2022, bà tham gia Đại hội Đảng Cộng sản Trung Quốc lần thứ XX từ đoàn đại biểu khối cơ quan trung ương Đảng và Nhà nước. Trong quá trình bầu cử tại đại hội, bà được bầu là Ủy viên Ủy ban Trung ương Đảng Cộng sản Trung Quốc khóa XX.